# Obelisco Militar de Brasília
O Obelisco Militar de Brasília é um monumento brasileiro erigido no Quartel General do Exército em frente à Concha Acústica em Brasília, no Distrito Federal.

## Antecedentes e Propósito do monumento
Oscar Niemeyer adicionou um obelisco pela primeira vez em um de seus trabalhos quando participou do concurso organizado pelo Ministério da Educação e Saúde para escolha de um projeto para o Centro Atlético Nacional no Rio de Janeiro. Esse projeto de Niemeyer não foi construído. Ainda em 1949 Niemeyer projetou o Monumento a Ruy Barbosa, no Rio de Janeiro, e que também não foi construído. Depois retomou o projeto, e finalmente o obelisco foi construído em 1967, na nova capital, o qual os militares batizaram "Espada de Duque de Caxias". O monumento foi construído, na capital do Brasil (Brasília) em homenagem a Luís Alves de Lima e Silva, Duque de Caxias, patrono do Exército Brasileiro.

## Arquitetura

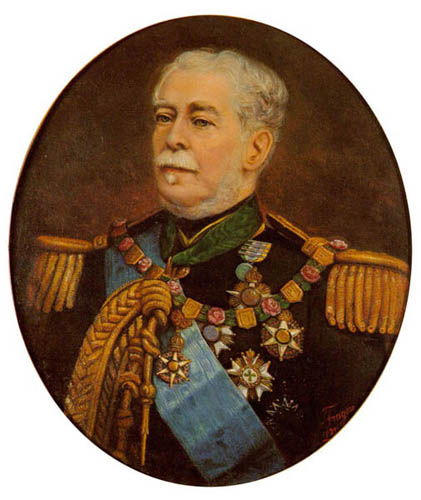
Duque de Caxias, o patrono do Exército brasileiro

O formato arquitetônico do monumento à Duque de Caxias, conhecida como Concha Acústica, tem o obelisco à frente. A composição entre esses dois elementos faz alusão simbólica ao punho e à espada do patrono do Exército brasileiro. De acordo com a revista Vitruvios, especializada em arquitetura, o monumento tem projeto assinado por Oscar Niemeyer e assim se caracteriza: 
| “ | O Quartel General do Exército, no Setor Militar Urbano, o “Forte Caxias" é uma obra tardia. O conjunto, grandioso e austero, numa sequência de edifícios em paralelo, remete às fortificações das primeiras civilizações da antiguidade, com suas muralhas erguidas para a proteção de palácios e templos. Entre o quartel e a rua a frente, estão: uma grande cobertura em concreto tendendo a uma forma elíptica que recebe um palanque; e um obelisco – uma releitura dos obeliscos egípcios que eram incorporados aos templos em suas entradas. | ” |